# خوان البرتو إسبيل
خوان البرتو إسبيل (بالإسبانية: Juan Alberto Espil) مواليد 05 يناير 1968، هو لاعب كرة سلة أرجنتيني سابق بدأ مسيرته الاحترافية في سنة 1988.

## الميداليات
| الميدالية | المسابقة                             |
| --------- | ------------------------------------ |
| فضية      | بطولة أمم الأمريكتين لكرة السلة 1995 |
| برونزية   | بطولة أمم الأمريكتين لكرة السلة 1993 |
| برونزية   | بطولة أمم الأمريكتين لكرة السلة 1999 |

## روابط خارجية
- خوان البرتو إسبيل على موقع الاتحاد الدولي لكرة السلة (الإنجليزية)
- خوان البرتو إسبيل على موقع الدوري الإسباني لكرة السلة (الإسبانية)
- خوان البرتو إسبيل على موقع كرة السلة الأوروبية.كوم (الإنجليزية)
- خوان البرتو إسبيل على موقع ريلجم (الإنجليزية)
- خوان البرتو إسبيل على موقع بروبوليرز (الإنجليزية)
- خوان البرتو إسبيل على موقع سبورتس رفرنس (الإنجليزية)
- خوان البرتو إسبيل على موقع أوليمبيديا (الإنجليزية)